# Парфінович Роман Євгенович
Рома́н Євге́нович Парфіно́вич (рос. Роман Евгеньевич Парфинович; нар. 14 березня 1994, Новосибірськ, Росія) — російський футболіст, півзахисник.

## Життєпис
Народився в Новосибірську. Вихованець структури «Сибіру», в резервній команді якого розпочав дорослу футбольну кар'єру. Дебютував за «Сибір-2» 29 квітня 2012 року в поєдинку Другого дивізіону проти уссурійського «Мостовика-Примор'я». Другу половину сезону 2016/17 років провів у пензенському «Зеніті», за який зіграв 9 матчів у Другому дивізіоні. На початку липня 2017 року вільним агентом повернувся до «Сибіру». У футболці новосибірського клубу у ФНЛ дебютував 14 серпня 2017 року в поєдинку проти владивостоцького «Променя». Але в першій команді грав рідко, був гравцем ротації. Навесні 2021 року виїхав до окупованого Криму, де виступав за «Рубін» (Ялта), «Гвардієць» та «Океан» (Керч) в так званій Прем'єр-лізі КФС.